# 斯塔肯堡 (密蘇里州)
斯塔肯堡（英語：Starkenburg）是位於美國密蘇里州蒙哥馬利縣的非建制地區。

## 歷史
斯塔肯堡的郵局於1888年設立，其後於1918年停運。

## 地理
斯塔肯堡所處的海拔為高於海平面207米（即679英呎），而該地所採用的時區為UTC-6，即北美中部時區（CST）。同時該地設有夏令時間，為UTC-6調快一小時，即UTC-5（CDT）。